# TV Tokyo
TV Tokyo Corporation (of TX in Tokio, Japan. Het station staat ook wel bekend als "Teleto" (テレ東, Teretō), een porte-manteau van "terebi" en "Tokyo". Het is het primaire station van TXN (TX Network). De hoofdeigenaar is Nihon Keizai Shimbun. TV Tokyo is het kleinste van de primaire tv-netwerken in Tokio. Het station specialiseert zich vooral in anime.

## Profiel
- Gezamenlijke naam: TV TOKYO Corporation
- Hoofdkwardier: 4-3-12, Toranomon, Minato, Tokio, Japan
- Studios:
  - the Headquarters
  - Tennozu Studio - 3-3, Higashi-Shinagawa 1 Chome, Shinagawa, Tokio, Japan

## Aandeelhouders
- Nihon Keizai Shimbun
- Mainichi Broadcasting System, etc.

## Geschiedenis
Het tv-station werd opgericht op 12 april 1964 door de Japan Science Promotion Foundation. Op 1 juli 1968 werd "Tokyo Channel 12 Production, Ltd." (株式会社東京12チャンネルプロダクション, Kabushiki Kaisha Tōkyō 12 Channeru Purodakushon) opgericht. In oktober 1973 werd de naam hiervan veranderd in "Tokyo Channel 12, Ltd." (株式会社東京12チャンネル, Kabushiki Kaisha Tōkyō 12 Channeru), waarna alle tv-uitzendingen van de foundation via deze zender werden overgenomen. In 1981 werd de naam veranderd in "Television Tokyo Channel 12, Ltd." (株式会社テレビ東京, Kabushiki Kaisha Terebi Tōkyō).
In 1983 werd het station uitgebreid tot een netwerk genaamd "Mega TON Network" (nu TXN) (メガTONネットワーク, Mega TON Nettowāku) met TV Osaka, en TV Aichi. In december 1985 verhuisde het hoofdkantoor van Shibakoen naar Toranomon. Op 12 december 1999 opened de substudio opTennozu Isle.
Op 25 juni 2003 werd de Engelste naam van het station veranderd van "Television Tokyo Channel 12, Ltd." naar "TV TOKYO Corporation".

## Uitzendingen

### Analoog
Op 24 juli werd de analoge uitzending gestopt.

JOTX-TV
- Tokiotoren - Channel 12

### Digitaal
JOTX-DTV
- Remote Controller ID 7
  - Tokiotoren: Channel 23
  - Mito, Ibaraki: Channel 18

## Programma’s

### Nieuws
- TXN News
- News Morning Satellite
- E Morning
- NEWS Answer
- World Business Satellite
- Yasuhiro Tase's Weekly News Bookstore

### Economische programma's
- Nikkei special The Dawn of Gaia （日経スペシャル ガイアの夜明け）
- Nikkei special The Cambria Palace （日経スペシャル カンブリア宮殿）

### Documentaire programma's
- Beauty giants （美の巨人たち）
- Solomon flow （ソロモン流）

### Informatieve programma's
Dagelijks
- 7 Studio Bratch!
- Ladies 4

Zaterdag
- Ad-machick Tengoku （出没!アド街ック天国）

### Sportprogramma's
- Neo Sports
- Winning Horse racing （ウイニング競馬）
- UEFA Champions League
- UEFA Europa League
- UEFA Conference League
- UEFA Super Cup

### Anime
TV Tokyo staat vooral bekend als een kanaal voor anime. Veel bekende animeseries zijn door het station uitgezonden zoals Noir, Neon Genesis Evangelion, Love Hina, de Pokémon-series, Naruto, Bleach, en Cyborg Kuro-chan, en
Saiki kusuo.

### Variatie
- Oha Suta
- HaroMoni@
- Winnie the Pooh
- Kaiun nandemo kanteidan!